# Altaj (Mongolia)
Altaj (in mongolo Алтай) è una città della Mongolia, capoluogo della provincia del Gov’-Altaj, nella parte occidentale del Paese oltre che capoluogo amministrativo del distretto (sum) di Esônbulag in cui si trova. Non va confusa con l'omonima Altaj del sum di Altaj nella parte sud-ovest della provincia. La sua popolazione è di 6 500 abitanti.

## Nome
Il nome della città di Altaj trae origine dalle Montagne dell'Altai che si estendono, oltre che in Mongolia, in Russia, in Kazakistan e in Cina.

## Infrastrutture e trasporti
L'aeroporto di Altaj opera collegamenti regolari collegamenti con le due città mongole di Ulan Bator e di Arvajhėėr.
| Controllo di autorità | VIAF (EN) 137597628 · LCCN (EN) no2008107294 |